# ジェイソン・レザック
ジェイソン・レザック（Jason Lezak、1975年11月12日 - ）は、チェコ系スロバキア系のユダヤ人の血を引くアメリカの競泳選手。

## 経歴
( )内はレザックのラップタイム

### 2000年シドニーオリンピック
| 日付          | 競技                  | 結果    | 記録              | 備考      |
| ------------- | --------------------- | ------- | ----------------- | --------- |
| 2000年9月16日 | 4x100m フリーリレー   | 銀      | 3分13秒86(48秒42) |           |
| 2000年9月23日 | 4x100m メドレーリレー | 予選3位 | 3分38秒59(48秒83) | 決勝は1位 |

メドレーリレーの金メダルで国際大会で初めて金メダルを獲得したが、泳いだのは予選だけで決勝はゲーリー・ホール・ジュニアが泳いだ。また4x100mフリーリレーでは銀メダルも獲得した。

### 2004年アテネオリンピック
| 日付          | 競技                  | 結果 | 記録              | 備考   |
| ------------- | --------------------- | ---- | ----------------- | ------ |
| 2004年8月15日 | 4x100m フリーリレー   | 銅   | 3分14秒62(47秒86) |        |
| 2004年8月21日 | 4x100m メドレーリレー | 金   | 3分30秒68(47秒58) | 世界新 |

フリーリレーで銅メダル、メドレーリレーでは世界新で金メダルを獲得した。個人種目では50m自由形で22秒11と5位、100m自由形で49秒87と21位に終わった。

### 2008年北京オリンピック
| 日付          | 競技                  | 結果 | 記録              | 備考   |
| ------------- | --------------------- | ---- | ----------------- | ------ |
| 2008年8月11日 | 4x100m フリーリレー   | 金   | 3分08秒24(46秒06) | 世界新 |
| 2008年8月14日 | 100m 自由形           | 銅   | 47秒67            |        |
| 2008年8月17日 | 4x100m メドレーリレー | 金   | 3分29秒34(46秒76) | 世界新 |

このとき、アメリカチーム最年長32歳ながらもフリーリレーでは残り25mで100m世界記録保持者(当時）のアラン・ベルナールを抜き去り、世界新で金メダルを獲得した。この時のラップタイム46秒06は100m自由形のラップタイムの中で歴代最速である。メドレーリレーでも世界新（当時）で金メダルを獲得した。
また、個人種目では100m自由形で銅メダルを獲得し、オリンピックで初めて個人種目でのメダル獲得となった。

### 2012年ロンドンオリンピック
北京五輪後は活動資金にも恵まれず苦戦したが、ロンドン五輪選考会の100M自由形で6位に入り、ロンドン五輪のフリーリレーの代表に選ばれた。レザックは予選のみの出場であったが、チームは銀メダルを獲得した。レザックは4大会連続でフリーリレーのメダルを獲得した最初の選手となった。

## 自己ベスト
| 泳法   | 距離 | 水路   | 記録   | 樹立日       | 大会名            |
| ------ | ---- | ------ | ------ | ------------ | ----------------- |
| 自由形 | 50m  | 長水路 | 21秒90 | 2008年7月5日 | US Olympic Trials |
| 自由形 | 100m | 長水路 | 47秒58 | 2008年7月2日 | US Olympic Trials |